# بنز چرچ (ویرجینیا)
بنز چرچ (به انگلیسی: Benns Church) یک منطقهٔ مسکونی در ایالات متحده آمریکا است که در ویرجینیا واقع شده‌است. بنز چرچ ۱۰٫۸ کیلومتر مربع مساحت و ۸۷۲ نفر جمعیت دارد و ۱۳٫۱۱ متر بالاتر از سطح دریا واقع شده‌است.